# Hrabstwo Towns

Piramida wieku hrabstwa

Hrabstwo Towns (ang. Towns County) – hrabstwo w stanie Georgia w Stanach Zjednoczonych. Według spisu w 2020 roku liczy 12,5 tys. mieszkańców, w tym 93,4% stanowiły białe społeczności nielatynoskie. Jego siedzibą administracyjną jest Hiawassee.

## Nazwa
Nazwa hrabstwa pochodzi od nazwiska George Washington Towns (1801–1854), gubernatora stanu Georgia w okresie antebellum.

## Geografia
Według spisu z 2010 obszar całkowity hrabstwa obejmuje powierzchnię 172,01 mil2 (446 km²), z czego 166,66 mil2 (432 km²) stanowią lądy, a 5,35 mil2 (14 km²) stanowią wody.

### Miejscowości
- Hiawassee
- Young Harris
- Tate City (CDP)

### Sąsiednie hrabstwa
- Hrabstwo Clay, Karolina Północna (północ)
- Hrabstwo Rabun, Georgia (wschód)
- Hrabstwo Habersham, Georgia (południowy wschód)
- Hrabstwo White, Georgia (południe)
- Hrabstwo Union, Georgia (zachód)

## Gospodarka
Południową i wschodnią granicę hrabstwa wyznacza Szlak Appalachów. Ponad połowę areału hrabstwa Towns należy do rządu federalnego, większość z nich to parki leśne. Turystyka wyparła rolnictwo jako główny cel gospodarczy hrabstwa Towns.

## Religia
W 2020 roku największe grupy pod względem członkostwa, to: baptyści (26,9%), ewangelikalni bezdenominacyjni (8,2%), metodyści (5,7%), zielonoświątkowcy (5,7%) i świadkowie Jehowy (2,3%).

## Polityka
Hrabstwo jest bardzo silnie republikańskie, gdzie w wyborach prezydenckich w 2020 roku, 80% głosów otrzymał Donald Trump i 19,4% przypadło dla Joego Bidena.